# Stagira-Akanthos

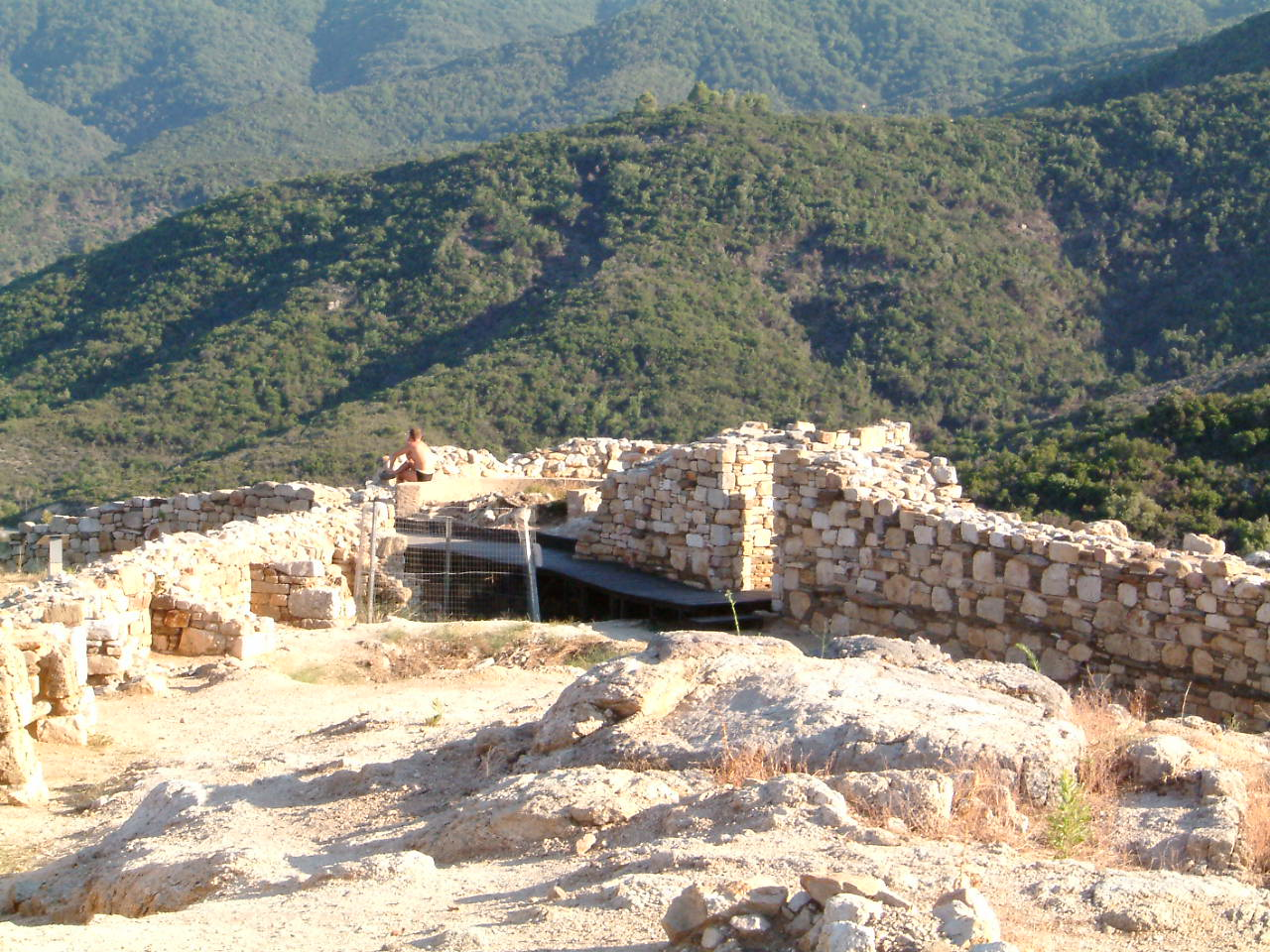
Resturi ale vechilor ziduri ale cetăţii Stagira

Stágira-Ákanthos (în greacă Στάγιρα-Άκανθος) este o fostă municipalitate din Calcidica, în Grecia. După reforma administrativă din 2011, face parte din municipalitatea Aristotelis.
Centrul de reședință al municipalității este Ierissos. Suprafața sa este de 253,37 km², cu o populație de 8.781 locuitori (în 2001).
Își datorează numele celor două cetăți antice Stagira și Acanthos, ale căror ruine se găsesc pe teritoriul său. Filosoful Aristotel era născut la Stagira.
Municipalitatea Stagira-Akanthos este mărginită la sud-est de Republica Monastică a Muntelui Athos, de care este despărțită de o demarcație de o lungime de vreo 9 km, teoretic interzicându-se orice acces acolo (care, de altfel, este foarte reglementat) pe cale terestră.

## Alte localități
- Nea Roda
- Uranopoli
- Stagira
- Stratonicea
- Tripitì

## Situri
- Insula Ammoulianí
- Golful Strymonic
- Golful Ierissos
- Golful Singitic
- La Stagira, în onoarea marelui filosof antic Aristotel, a fost organizat un muzeu în aer liber dedicat unor mari invenții ale umanității.

## Anexe

### Articole conexe
- Acanthos / Akanthos
- Stagira